# Stiftskerk Sint-Cyriacus (Gernrode)
De Stiftskerk Sint-Cyriacus (Duits: Stiftskirche St. Cyriakus) in de Duitse stad Gernrode is een van de meest belangwekkende monumenten van ottoonse architectuur in Duitsland. De kerk werd voor het eerst in het jaar 961 vermeld en bevindt zich op grond van restauraties in de 19e eeuw tegenwoordig grotendeels in de toestand van de 10e eeuw (met uitzondering van de apsis die in 1130 werd verlengd). De kerk was de stiftskerk van het door Gero de Grote, markgraaf van de Saksische Oostmark, gestichte vrouwenstift Gernrode. Tot de opheffing in het jaar 1616 werd het stift geleid door abdissen uit adellijke families in de regio. De kerk werd in het jaar 1521 protestants, toen abdis Elsabeth von Weida zich bij de reformatie aansloot en haar stift geseculariseerd werd. Daarmee was de kerk één der eerste protestantse kerken in de wereld. Sinds de restauratie wordt de kerk door de plaatselijke lutherse gemeente gebruikt als parochiekerk.

## Oprichting
Het vrouwenstift Gernrode werd in het jaar 959 door markgraaf Gero gesticht. De markgraaf was een van de belangrijkste steunpilaren van het bewind van keizer Otto I en resideerde onder andere in de burcht van Gernrode. Aanleiding voor de oprichting van het stift was het binnen afzienbare tijd uitsterven van de familielijn. Gero's zoon Siegfried was al langere tijd ziek en kinderloos gebleven. Een jongere zoon van Gero was vermoedelijk al eerder gestorven. De op te richten religieuze gemeenschap zou dienen als een plek waar voortdurend voor het zielenheil van de markgraaf en zijn beide zonen zou worden gebeden. Nog in het jaar dat met de bouw van het stift werd begonnen stierf Gero's zoon en medeoprichter Siegfried. Als eerste abdis van het stift benoemde Gero Hathui, de weduwe van Siegfried. Door de politieke betekenis van Gero en de familie van Hathui, die waarschijnlijk familiebanden had met koningin Mathilde, werd het stift rijkelijk bedeeld met goederen en groeide het uit tot één der meest aanzienlijke stiften van het rijk.

## Geschiedenis
In eerste instantie werd de kerk vermoedelijk gewijd aan de schutspatronen Maria en Petrus. Nadat de kerk echter een armrelikwie van de heilige Cyriacus verkreeg, die Gero al eerder tijdens een reis naar Rome in 950 had verworven, werd het patrocinium gewijzigd. Bij het overlijden van de markgraaf in 965 was de bouw inmiddels dermate gevorderd, dat zijn bijzetting in de viering van de kerk kon plaatsvinden.
In de 12e eeuw werd een aanzienlijk deel van de kerk in romaanse stijl verbouwd. Toevoegingen aan de basiliek in de 11e en 12e eeuw betreffen de westelijke crypte, de zijgalerijen, de verlenging van het westwerk, de torens en een kruisgang van twee verdiepingen. Het stift werd een keizerlijke abdij en kreeg jurisdictie over een groot gebied met 23 dorpen.
Vanaf 1564 tot de opheffing van het stift leverde het Huis Anhalt de abdissen aan het klooster. De laatste abdis stierf in 1616. Het stift werd geseculariseerd, daarna trad het verval in en de dagelijkse gebeden voor het zielenheil van de stichters verstomden. De kerk werd nog enige tijd gebruikt door een calvinistische gemeente. Het rijke middeleeuwse kerkinterieur werd verwijderd of onder witte verf verborgen. De stiftsgebouwen, die in de 18e eeuw nog bijna volledig intact waren, werden in de 19e eeuw afgebroken. De kerk zelf diende toen als gebouw voor opslag. De vensters werden dichtgemetseld, de apsissen werd door muren van de kerk gescheiden en kregen toegangen van buiten. In deze periode werden in de crypten de voorraden aardappelen bewaard, het kerkschip diende als graanschuur en in de kruisgang werd het vee ondergebracht. Het aanbreken van het historisme wekte nieuwe belangstelling voor de ontwijde kerk.

## Restauratie
Ferdinand von Quast, destijds een expert in (de nog in de kinderschoenen staande) monumentenzorg, werd belast met de restauratie van de verwaarloosde stiftskerk. Op grond van zijn onderzoek werd het mogelijk de in 1858 nog bestaande gedeelten van de oorspronkelijke bouw te onderscheiden van de romaanse verbouwingen. In de restauratie van 1858-1866 bleven de originele bouwvormen zo veel mogelijk bewaard. Hij liet de galerijen van het kerkschip heropenen, de aangebrachte scheidingsmuren tussen de kerk en de apsissen werden weer verwijderd en de aangebrachte buitentoegangen vervielen. De beschilderingen van de kerk werd echter naar eigen ontwerp van Von Quast aangebracht. Zijn voornemens om de kloostergebouwen te herbouwen en de torens van het westwerk te verhogen werden niet verwezenlijkt.

## Interieur
Van het rijke interieur van de ottoonse bouw zijn slechts enkele resten behouden. Na opheffing van het stift werd het interieur door de calvinisten verwijderd. Ook de eenvoudige inrichting van de calvinisten bestaat niet meer. Het huidige interieur dateert grotendeels van na de restauratie. Alleen enkele grafplaten van abdissen, de uit 1519 daterende tombe van markgraaf Gero en het heilige graf dateren uit de periode voor de restauratie.
- Het Heilige Graf is een afgescheiden ruimte in het zuidelijke zijschip. De exacte datering van het graf is omstreden. Het staat echter in ieder geval vast dat het graf reeds bij de romaanse verbouwing aanwezig was en daarmee is het zeker dat het Heilige Graf het oudste is van Duitsland. Het Heilige Graf had een belangrijke functie in de liturgie van het stift tijdens Pasen. In het kader van liturgische paasspelen zoals die ook elders in Duitsland bekend waren, werd op Goede Vrijdag het corpus van het kruis gehaald en in een sarcofaag van het Heilige Graf gelegd. Bij de opstandingsliturgie van Paaszondag werd het corpus weer plechtig tevoorschijn gehaald en aan de gelovigen getoond. Het beeldhouwwerk van het Heilig Graf heeft betrekking op de kruisdood en opstanding van Christus.
- In 1519 werd een nieuw grafmonument voor markgraaf Gero opgericht in de viering van de kerk. De liggende figuur van de graaf boven op de tombe stamt mogelijk het atelier van Tilman Riemenschneider. Tijdens de restauratie van de kerk in de 19e eeuw werd het monument geopend. Men vond er de resten van een man met een lichaamslengte van 1,84 meter.
- Op de wand van de zuidelijke galerij van het transept is een voorstelling van markgraaf Gero uit het begin van de 16e eeuw aangebracht. Alhoewel de artistieke kwaliteit van het schilderij niet groot is, is het kunsthistorisch van belang omdat de kunstenaar bij het maken van het schilderij op een beduidend ouder voorbeeld van een niet meer bestaande grafplaat heeft teruggegrepen.
- In het westelijke middenschip staat een doopvont uit de 12e eeuw. Oorspronkelijk komt de doopvont uit de gesloopte kerk van Alsleben. Hij werd in 1865 tijdens de restauratie naar Gernrode gebracht. De sokkel van het doopbekken is 19e-eeuws.
- Grote wandoppervlakken werden voorzien van beschildering. Bij de kleurkeuze voor rood, goud en blauw oriënteerde de restaurateur zich op gevonden resten van 13e-eeuwse fresco’s die zich onder dikke lagen stucwerk in de oostelijke apsis bevonden.
- De kerk werd tevens uitgerust met een orgel. Om de blik op de voorstelling in het westelijk koor van het Jongste Gericht niet te hinderen, werd het orgel in tweeën gedeeld. Manualen, pedaalwerk en blaasbalg zijn gescheiden en mechanisch met elkaar verbonden. Het orgel werd meermaals vernieuwd, voor het laatst in 1981.
- De glasvensters van de kerk zijn 19e-eeuws.

## Afbeeldingen interieur

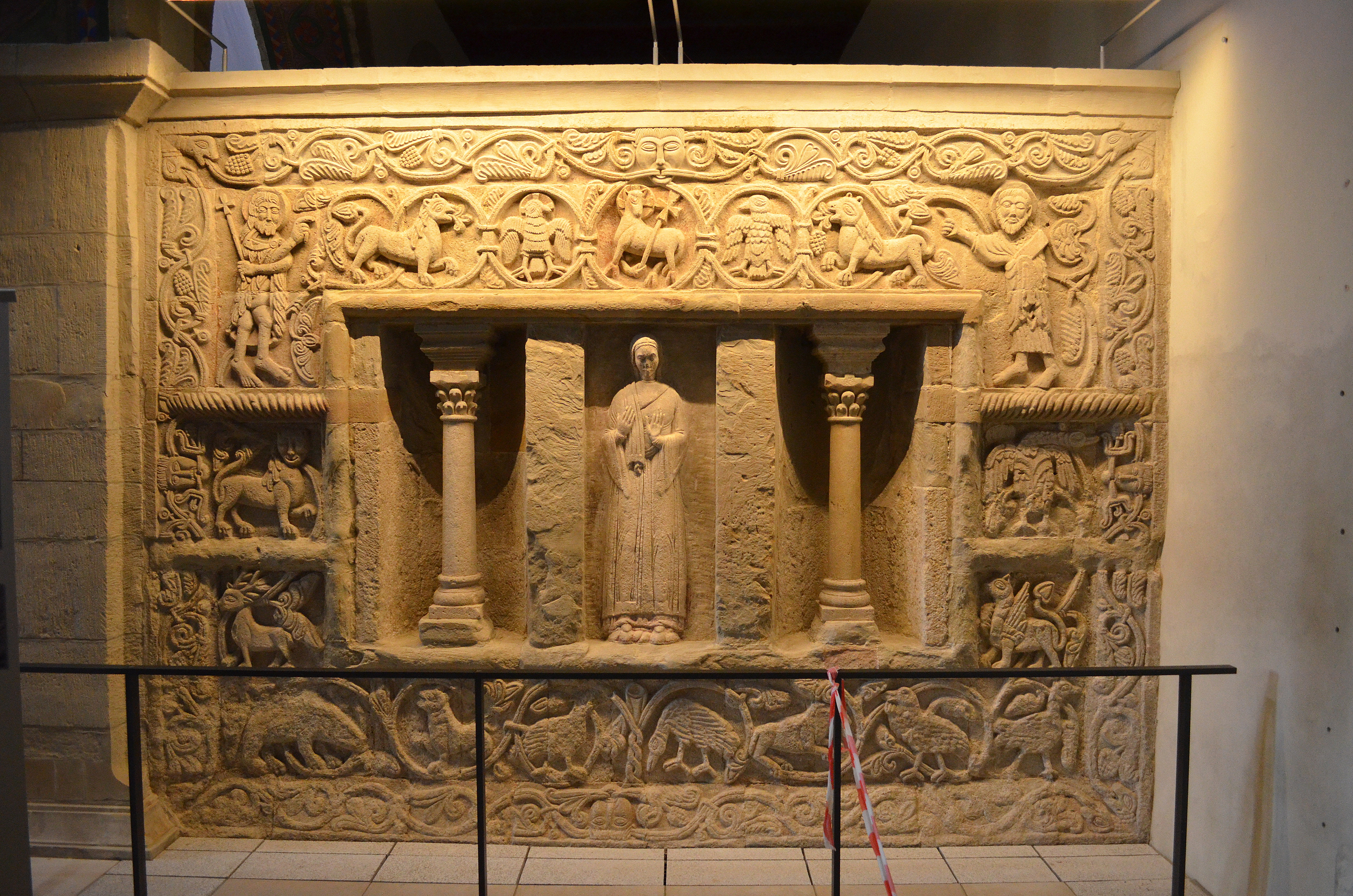
Heilig Graf
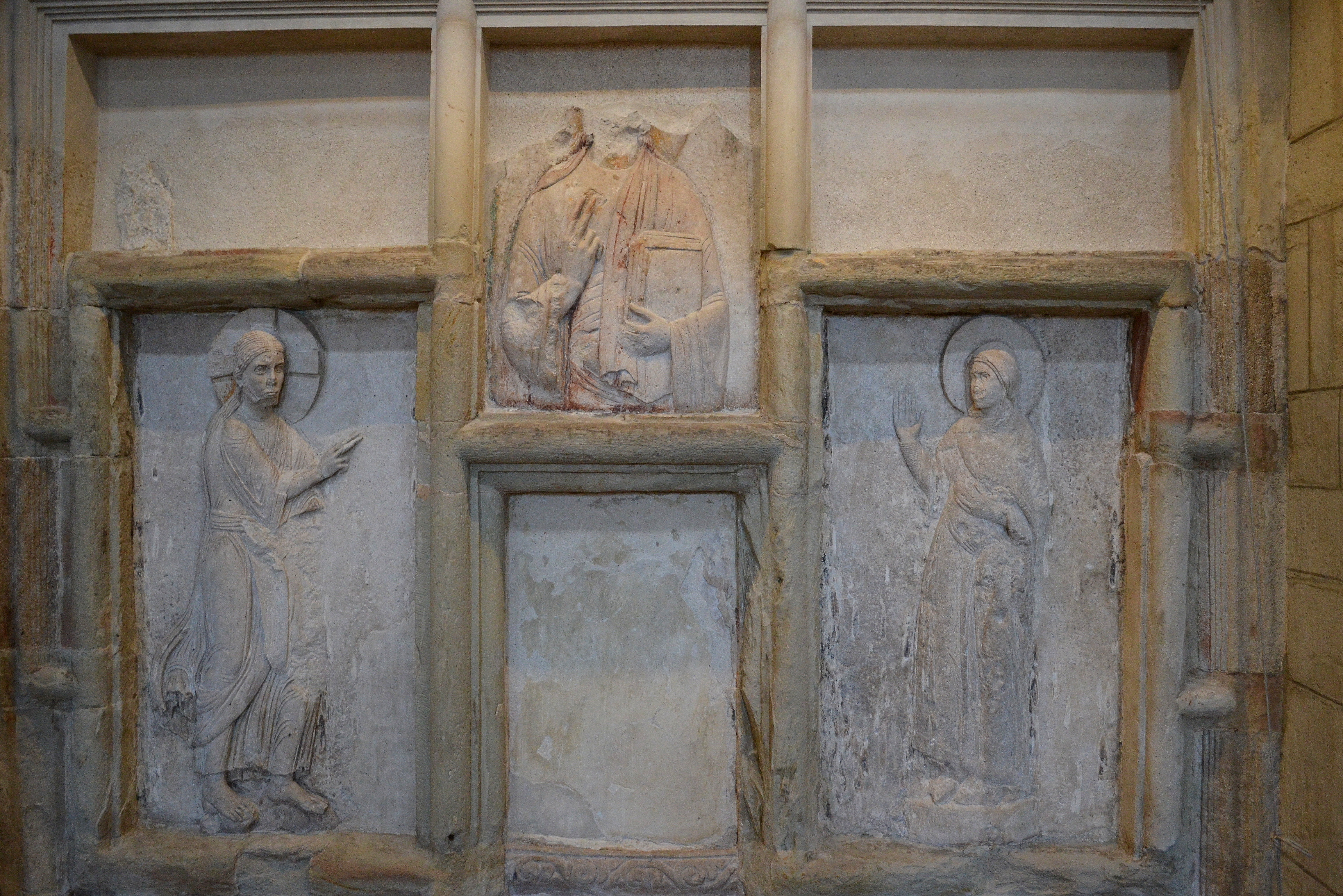
Heilig Graf
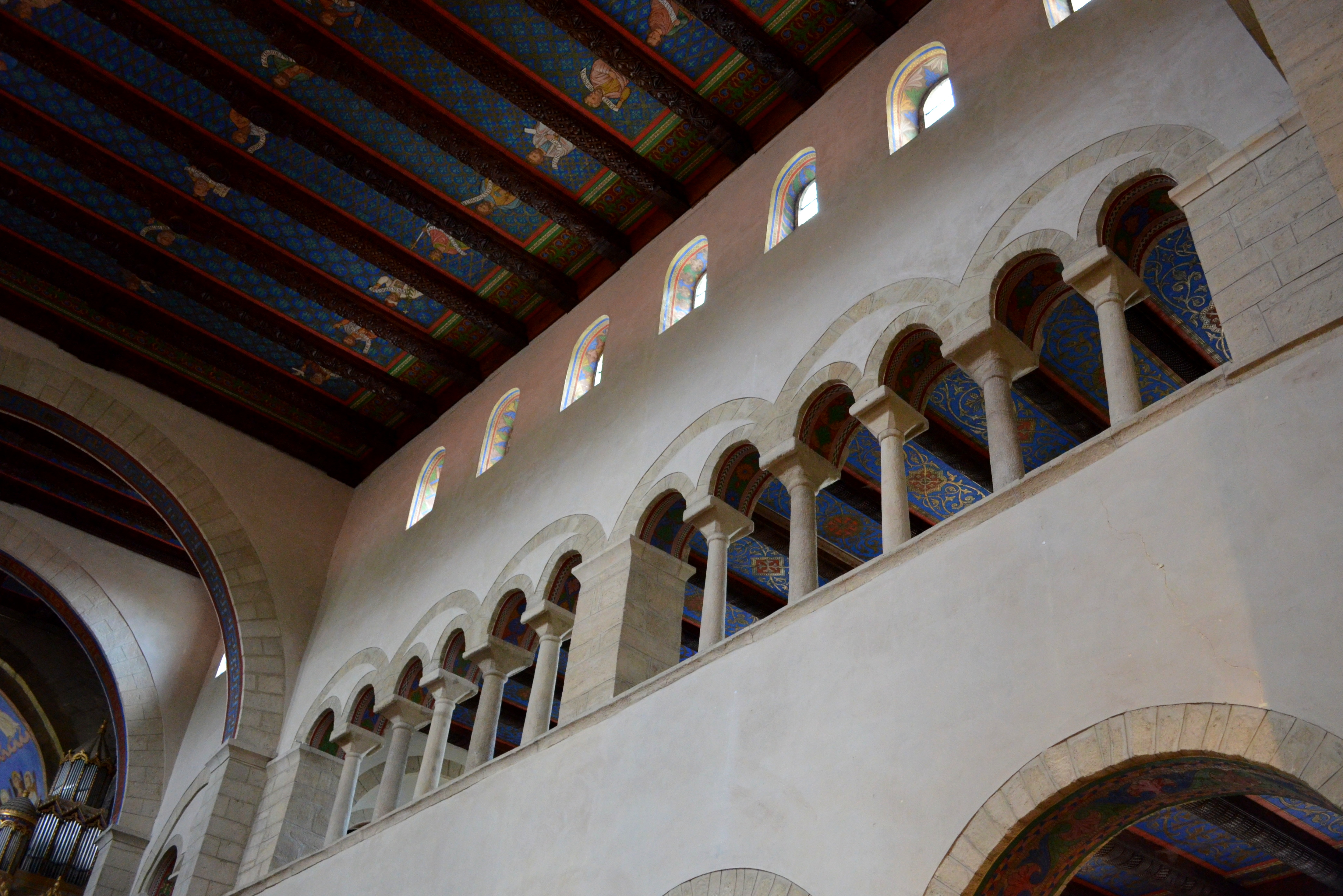
Galerij
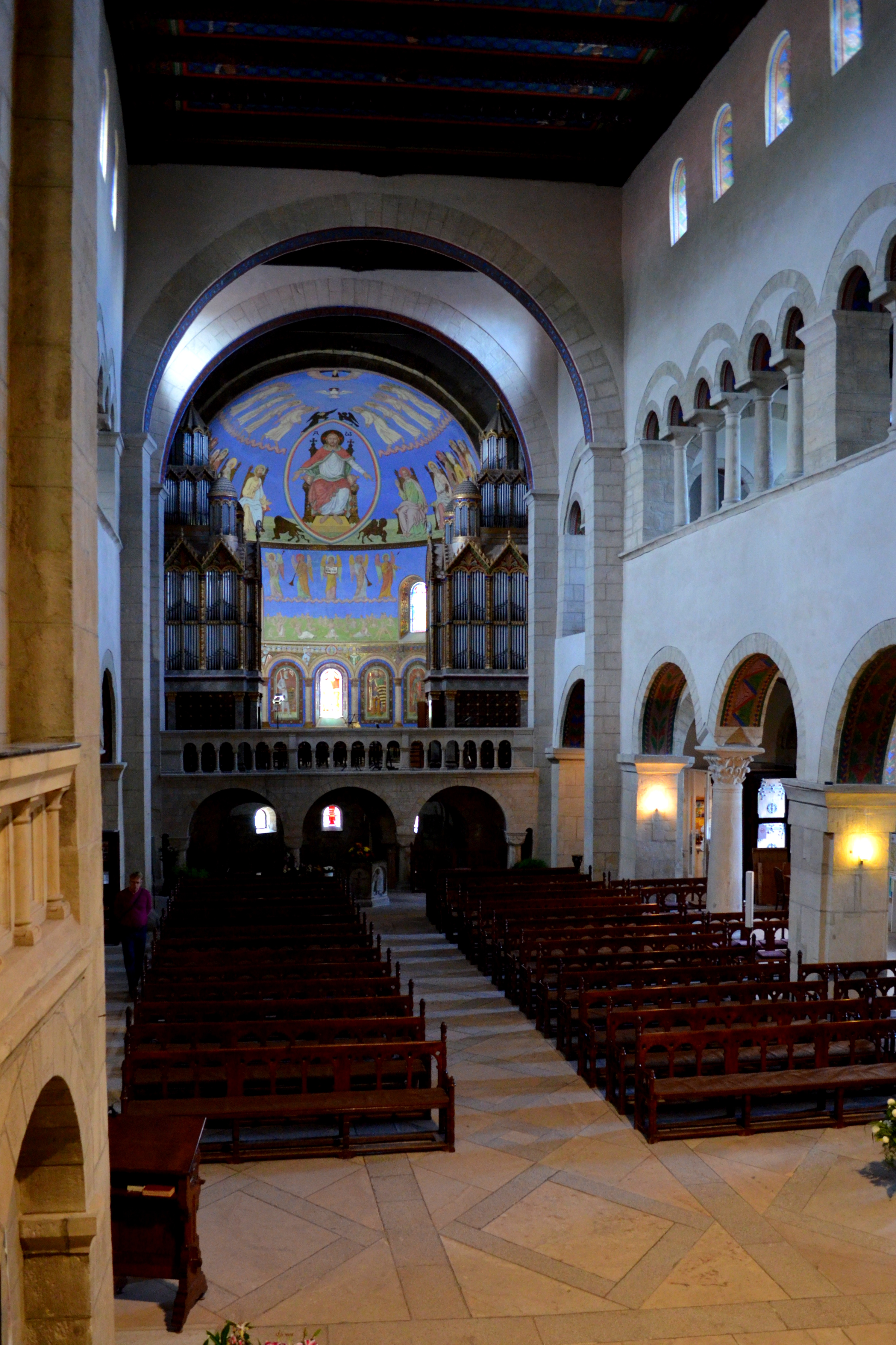
Interieur naar het westen
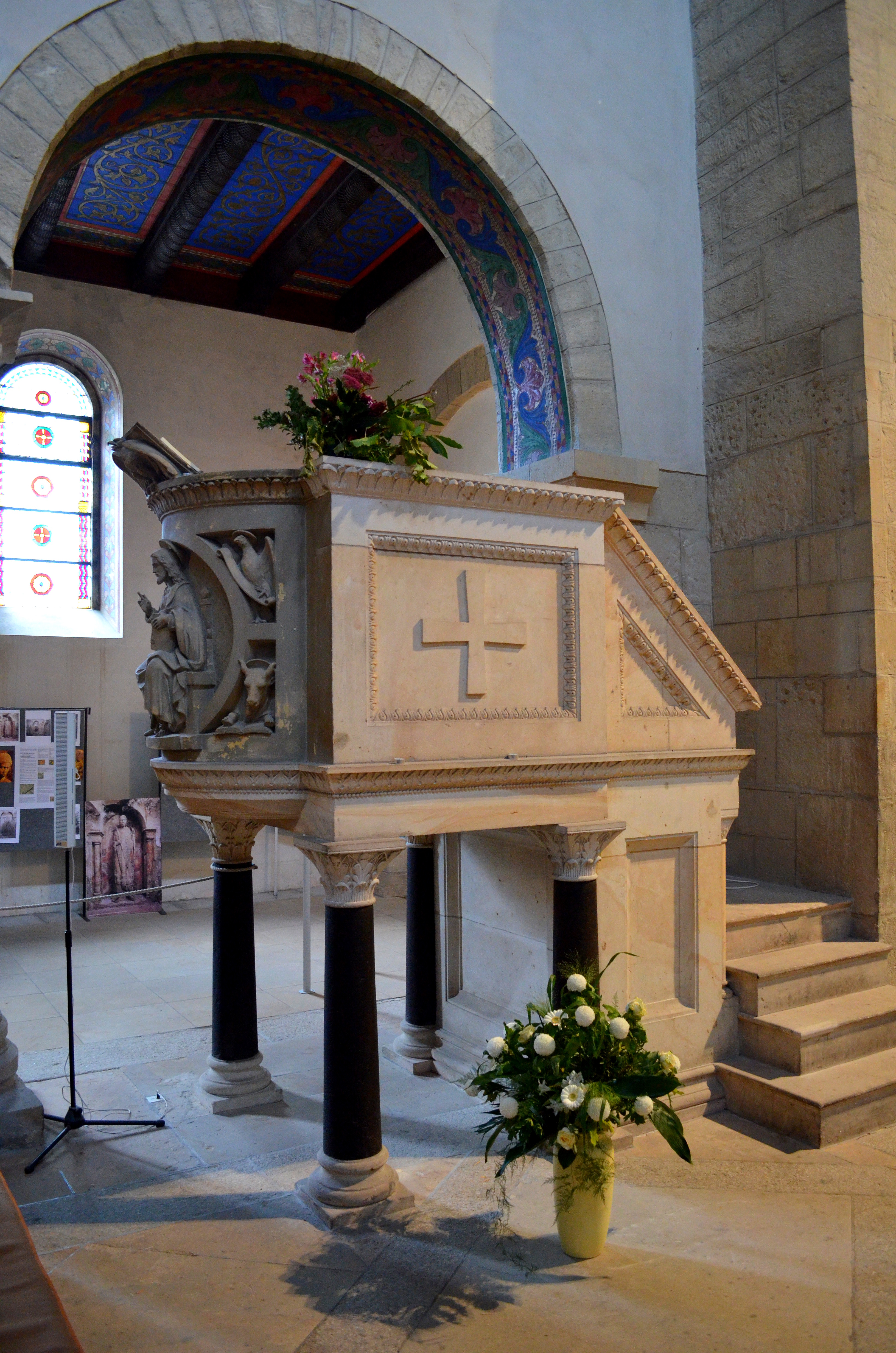
preekstoel
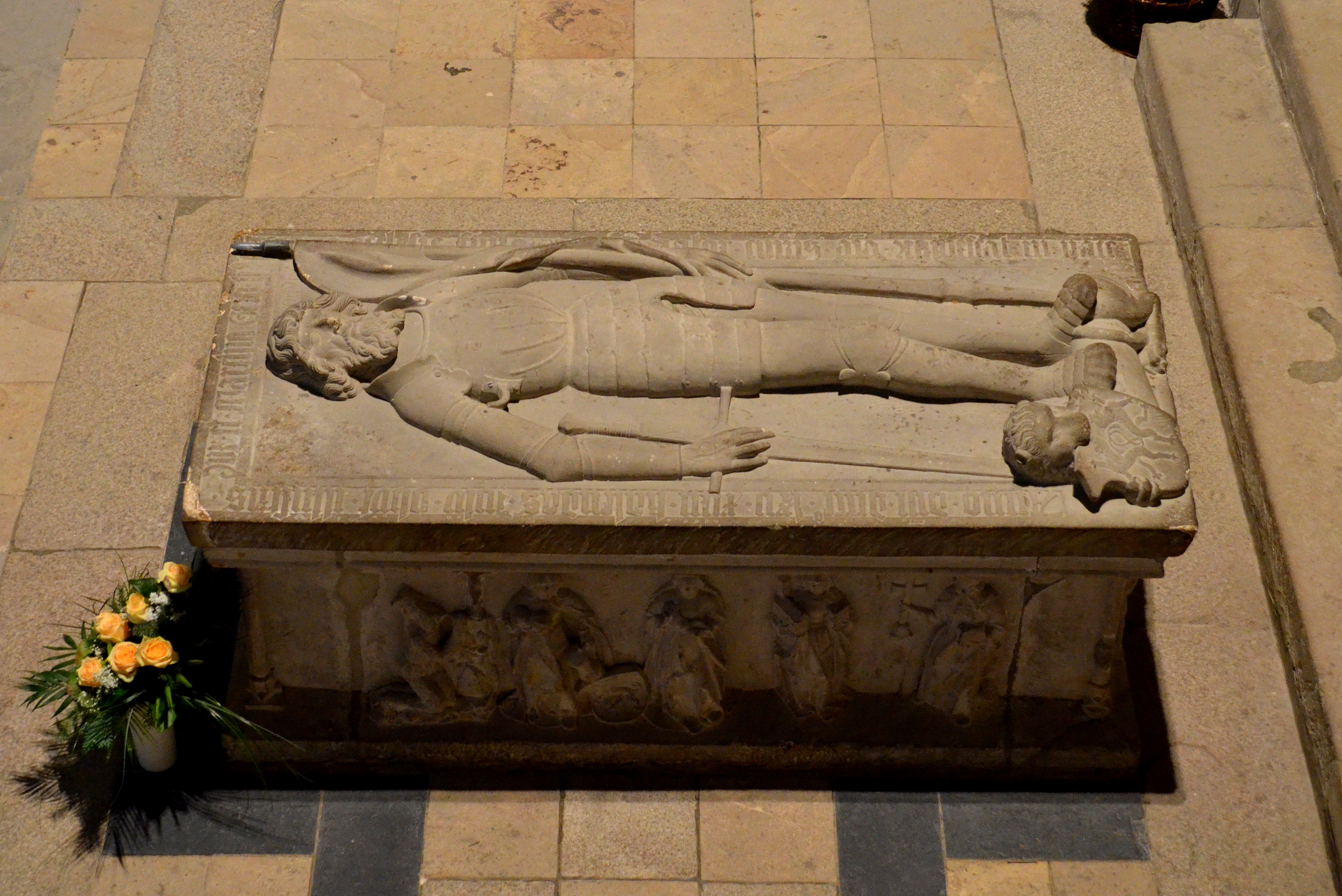
Sarcofaag markgraaf Gero
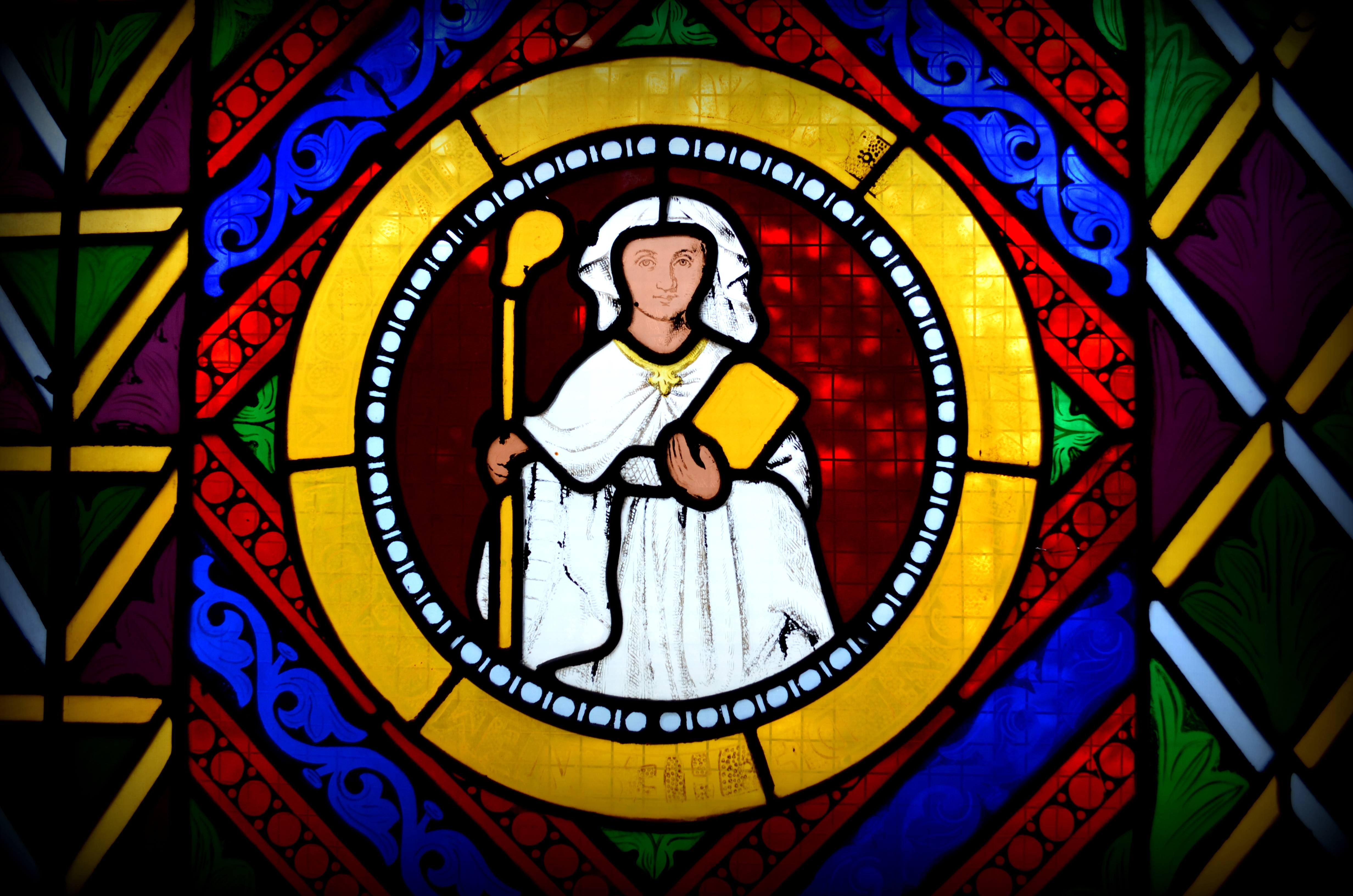
detail venster
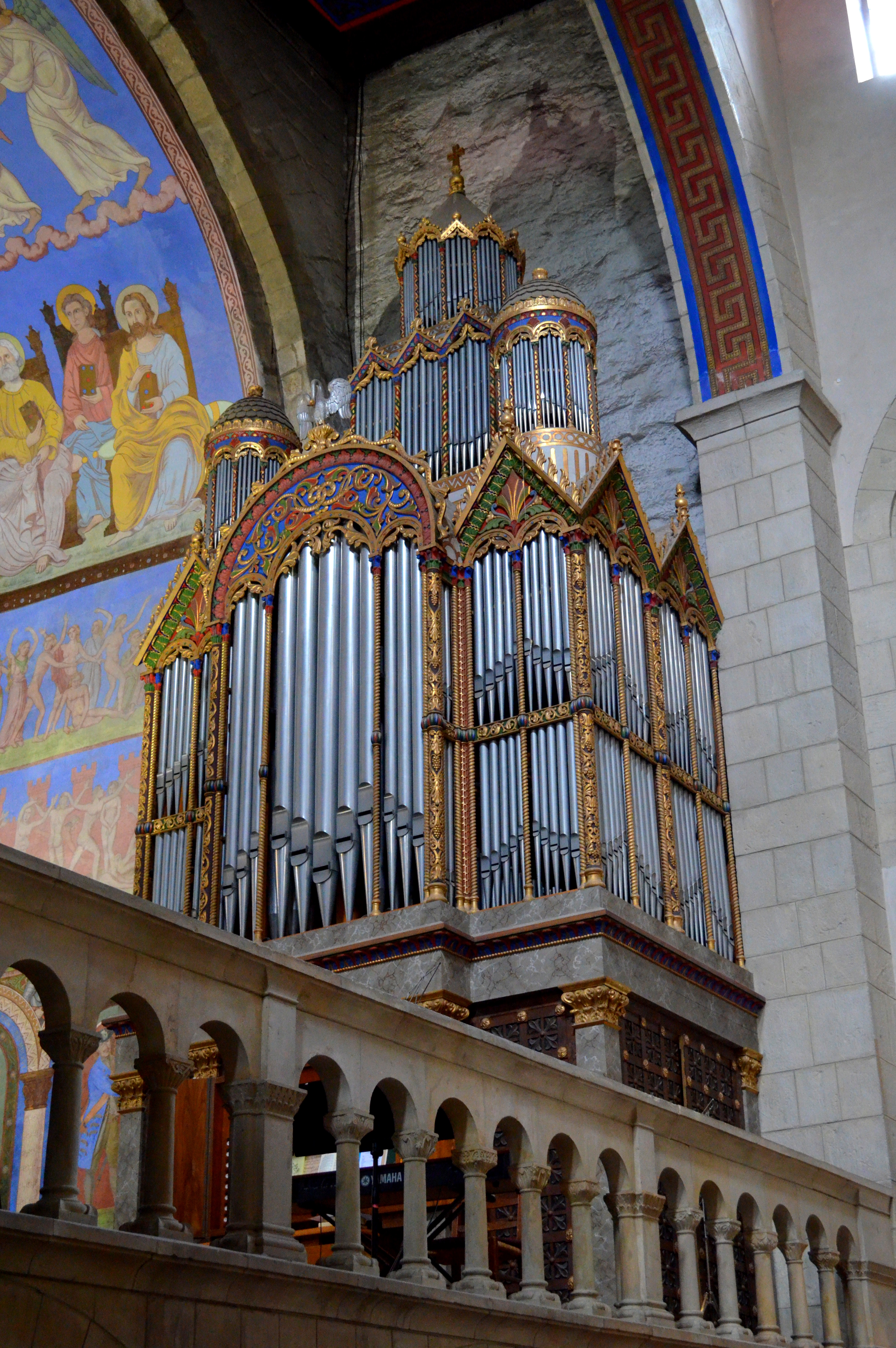
Orgel
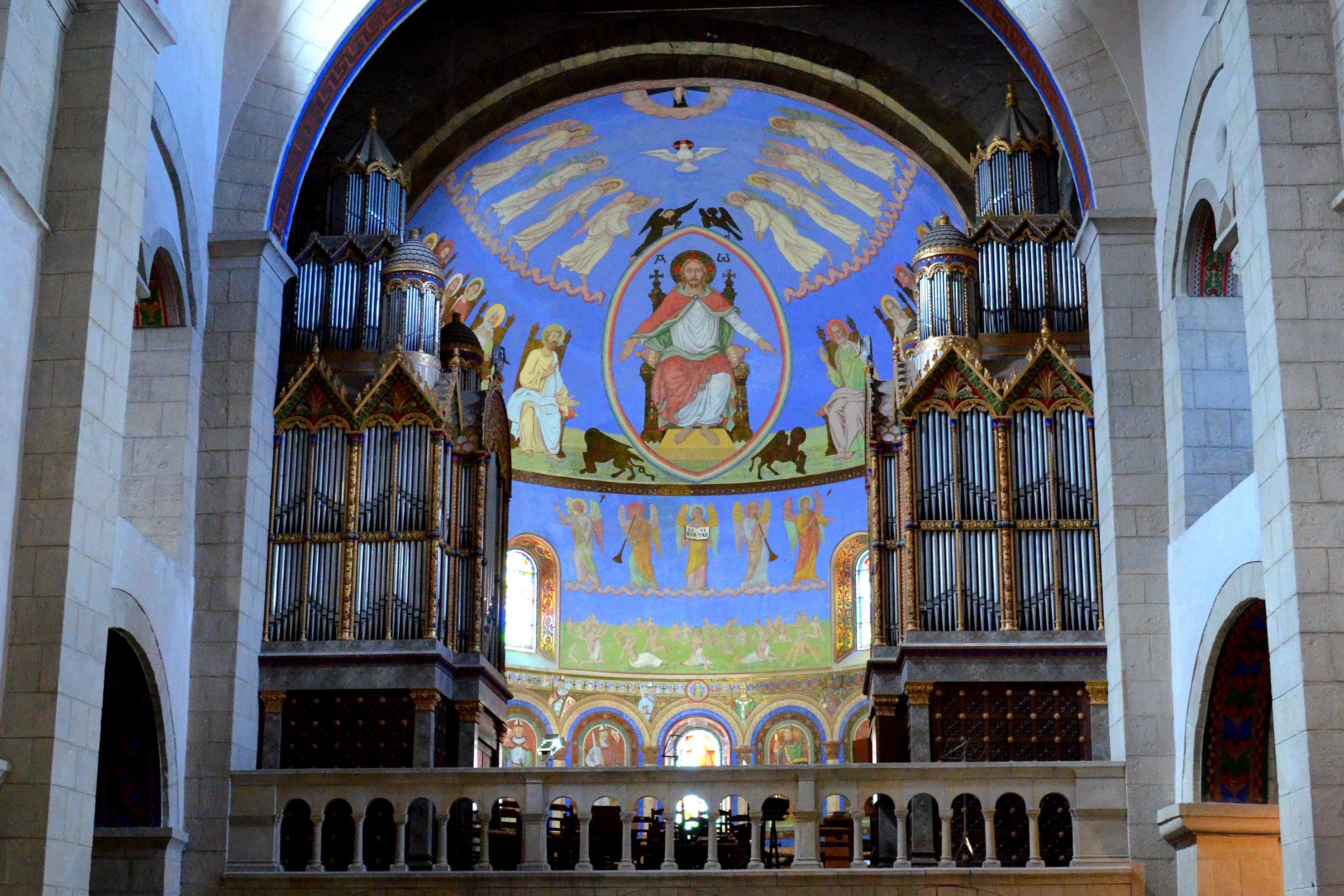
Orgel

## Afbeeldingen beschildering interieur

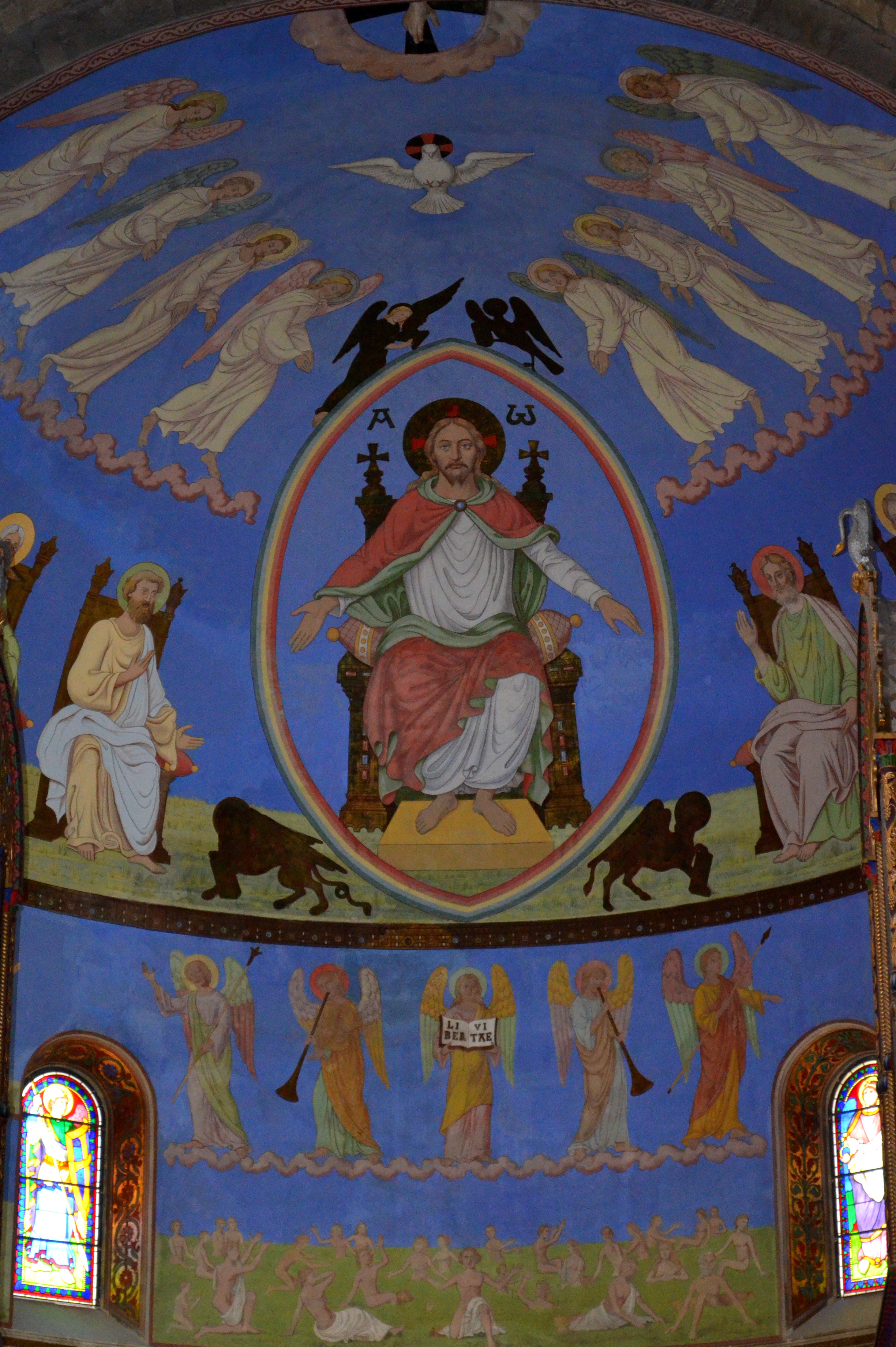
Het Jongste Gericht
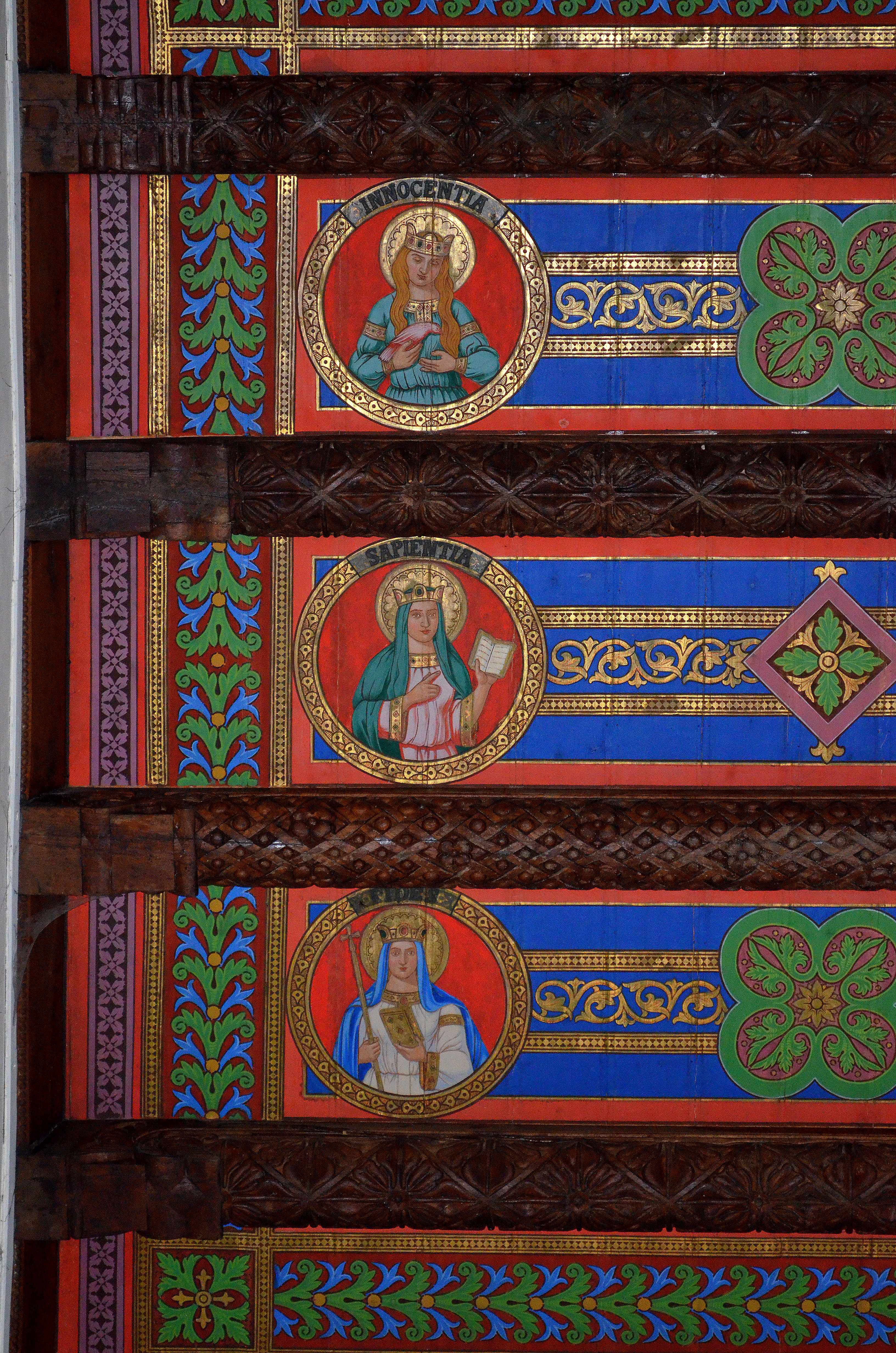
Plafondbeschildering (detail)
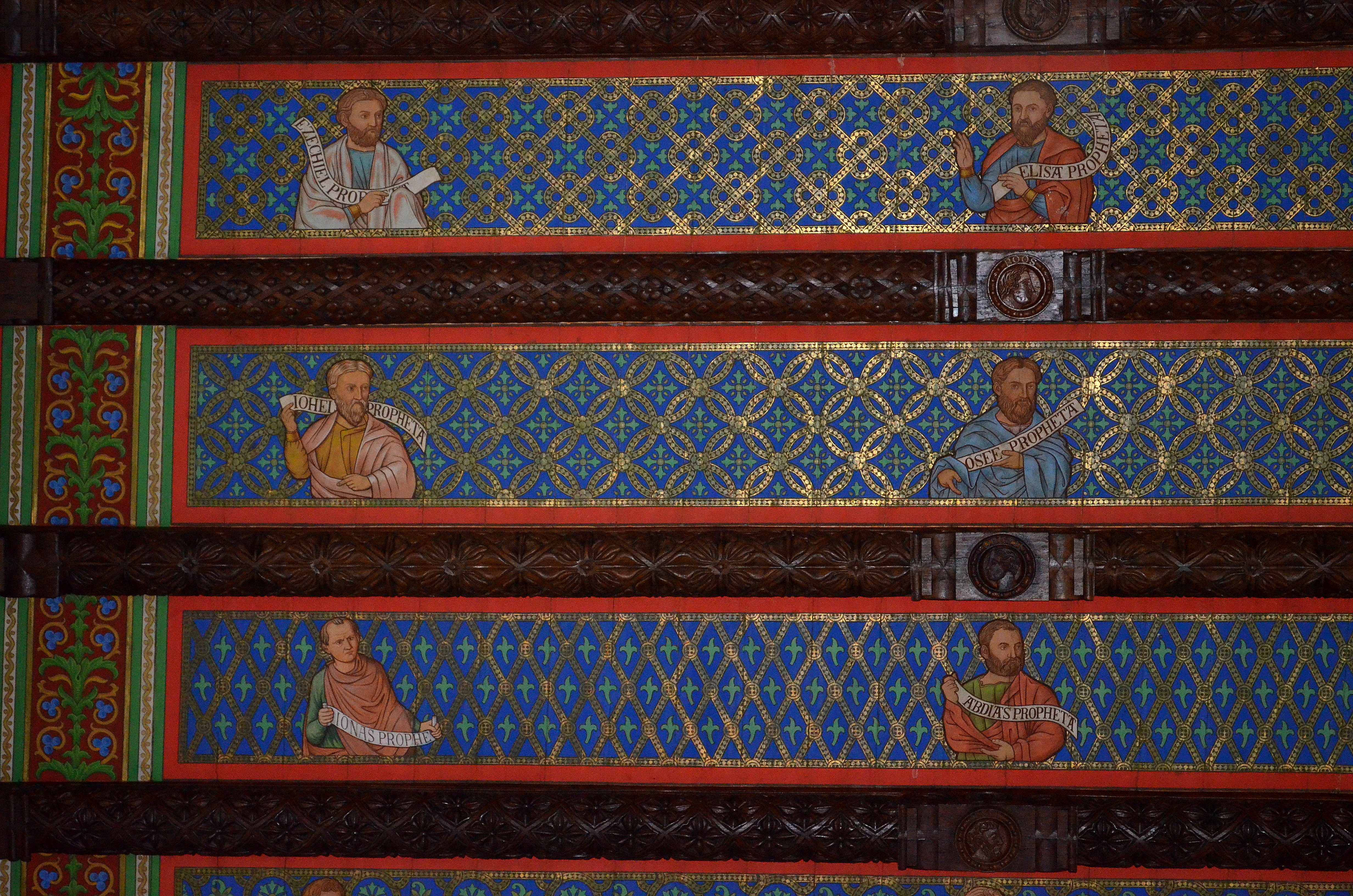
Plafondbeschildering (detail)
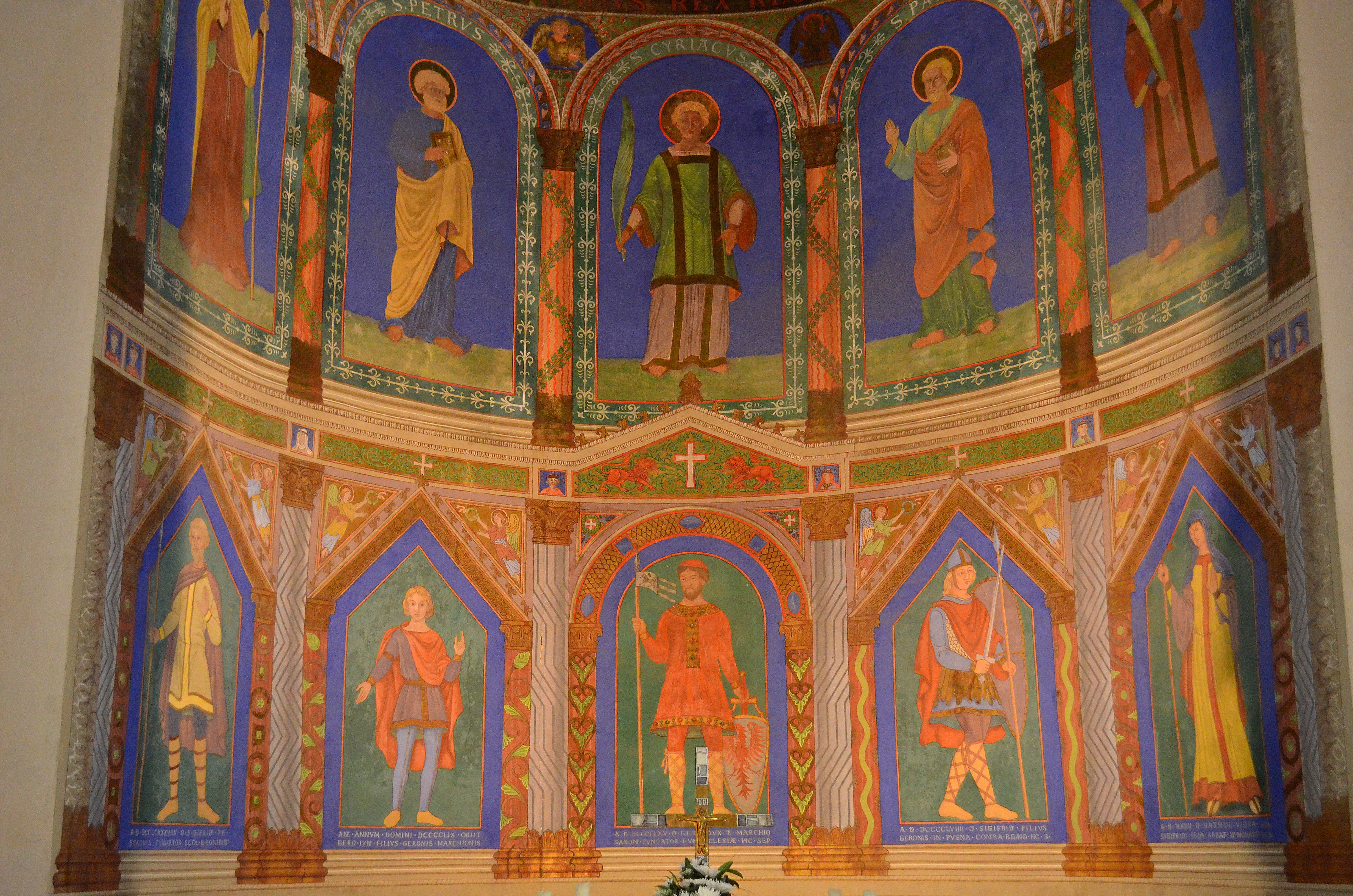
Apsis
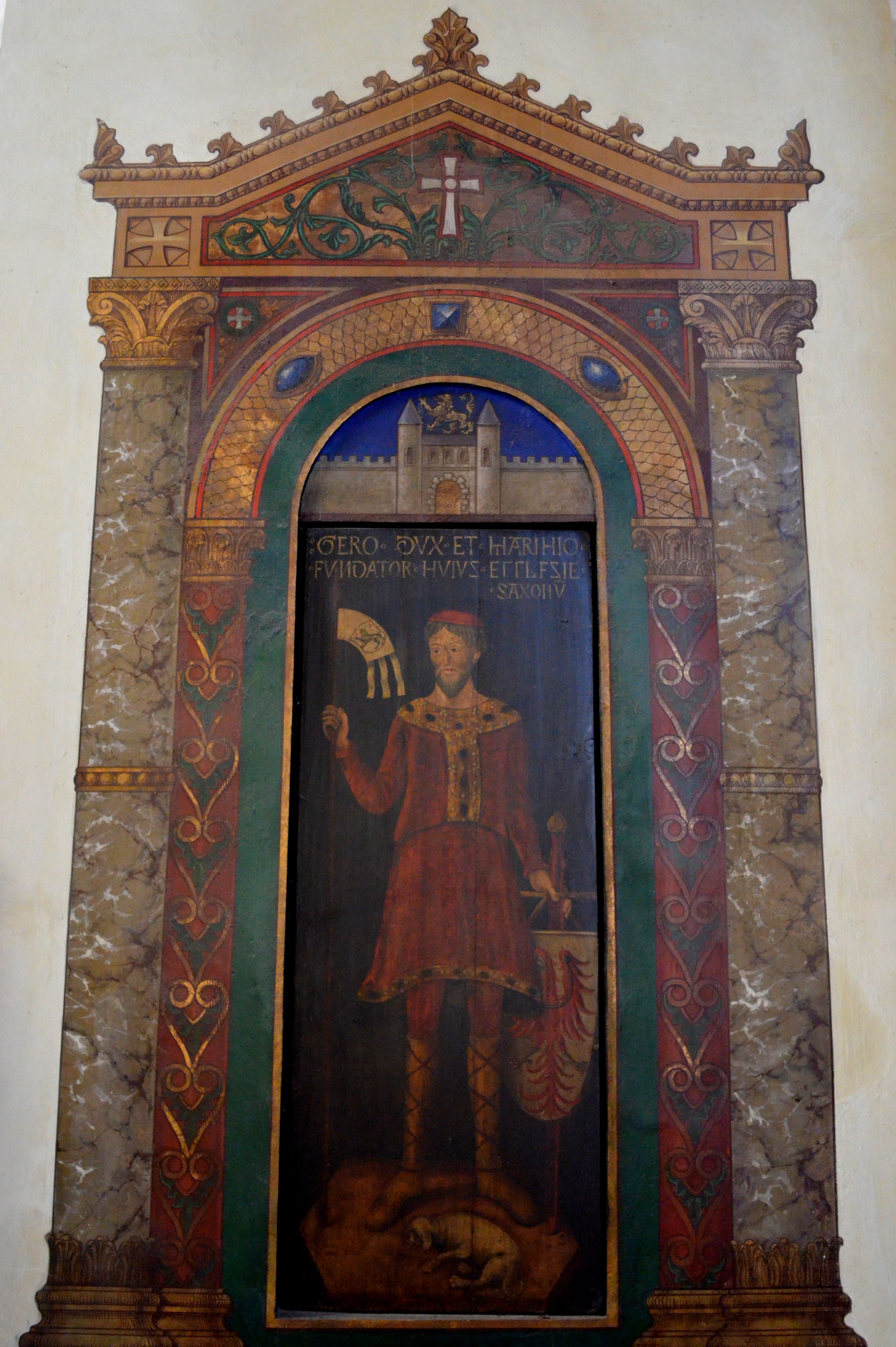
Wandschildering Markgraaf Gero